# Параньос, Жозе Мария да Силва (1845)
Жозе Мария да Силва Параньос, барон Риу-Бранку (порт. José Maria da Silva Paranhos, Barão do Rio Branco; 20 апреля 1845, Рио-де-Жанейро, Бразилия — 10 февраля 1912, там же) — бразильский дипломат и государственный деятель, считается «отцом бразильской дипломатии», министр иностранных дел Бразилии (1902—1912).

## Биография
Родился в семье Жозе Марии да Силва Параньоса, виконта Риу-Бранку и будущего председателя Совета министров.
Начал свою политическую карьеру в качестве депутат Палаты представителей бразильского парламента 14-го и 15-го созывов. В 1871 году был назначен редактором в журнале «Нация», с 1891 года — редактор «Жорнал ду Бразил».
С 1876 по 1893 год был бразильским консулом в Ливерпуле, Англия. В 1889 году, за несколько дней до провозглашения республики, император Бразилии Педро II пожаловал ему дворянский титул бразильского барона. После провозглашения республики он по-прежнему использовал свой титул на протяжении всей своей жизни, несмотря на запрет правительства. При этом убеждённая позиция монархиста не помешала его блестящей дипломатической карьере.
В начале 1900-х годов был послом в Берлине.
В 1902 году был назначен министром иностранных дел Бразилии и работал на этой должности до 1912 года, при четырёх президентах Бразилии, такого прецедента в бразильской истории больше не было. Его наибольшим достижением на этом посту считается урегулирование территориальных споров с соседними государствами.
В 1900 году принял деятельное участие в разрешении многолетнего территориального спора с Францией вокруг территории в штате Амапа.
В 1903 году было подписано Петрополисское соглашение c Боливией, которое подвело черту под вооружённым противостоянием в Амазонии и положил конец существованию непризнанной Республики Акри.
В 1904 году было заключено соглашение Тобара — Риу-Бранку между Эквадором и Бразилией. В нём, в частности, говорилось, что после благоприятного для Эквадора окончания территориального спора с Перу, граница между Эквадором и Бразилией будет проходить в соответствии со ст. VII перуанско-бразильского Соглашения от 23 октября 1851 г. с учетом изменений, узаконенных дополнительным соглашением 11 февраля 1874 г. в Лиме, в отношении обмена территориями по линии Иза (Путумайо), то есть вся граница — или ее часть, в зависимости от результатов указанного спора, пройдет по геодезической линии от устья реки Сан-Антонио по левому берегу Амазонки, между Табатингой и Летисией и закончится в месте слияния рек Апапорис и Пакета.
Также были решены территориальные проблемы во взаимоотношениях с Уругваем и Парагваем.
В 1909 году рассматривался в качестве кандидата на пост президента Бразилии, однако отказался от этой возможности, указав, что не является консенсусным кандидатом. Обладал огромной популярностью, в связи с его смертью в стране была впервые объявлена «минута молчания», а в португальском сенате она продолжалась в течение 10 минут.
Был также известным литератором, автором множества книг, в основном посвященных истории Бразилии. Являлся членом академии бразильской литературы.

### Поездка в Россию
Жозе Параньос был главой бразильской делегации на выставке кофе Бразильской империи, которая проходила в 1884 году в Российской империи и проводилась Императорским российским обществом садоводства, для чего был построен специальный павильон. Выставка имела большой резонанс в русском обществе, её посетил император Александр III в сопровождении императрицы Марии Фёдоровны и цесаревича Николая Александровича, наградивший главу делегации — Жозе Параньоса — орденом Святого Станислава II степени.

### Семья
Был женат на Marie Philomène Stevens (1850—1898).

## Память
- В честь Жозе Параньоса, барона Риу-Бранку, названы:
  - государственная награда Бразилии — орден Риу-Бранку;
  - столичный Институт Риу-Бранку (порт. Instituto Rio Branco) — дипломатическая академия Бразилии;
  - город Риу-Бранку, столица бразильского штата Акри;
  - проспекты в Рио-де-Жанейро и в столице Уругвая — Монтевидео.
- В Бразилии в его честь была выпущена монета в 50 сентаво.[2][3]
- Изображён на бразильской банкноте 5 крузейро 1962—1964 годов.

- Орден Риу-Бранку
- Монета в 50 сентаво
- 5 крузейро 1962-1964 годов